# ملیسا آصلی پاموک
ملیسا آصلی پاموک (ترکی استانبولی: Melissa Aslı Pamuk؛ زاده ۱۴ آوریل ۱۹۹۱) بازیگر، عکاس، منتقد، دونده و مدل مشهور ترک است.
او در سال 2024 با یوسف یازیجی ازدواج کرد و در فوریه 2025 صاحب یک پسر به اسم میلان شد.او یک برادر دارد.
طبق گفته خودش ، زندگی بدون هیاهو و‌خالی از جمعیت اضافه را ترجیح می دهد و تعداد دوستانش زیاد نیست و دوست ندارد زندگی شلوغی داشته باشد.
وی سبک کمدی را با نقش ستنای در سریال رویاها و واقعیت ها آغاز کرد که بسیار خوش درخشید.
همچنین او یکی از زیباترین بازیگران زن در تاریخ ترکیه شناخته میشود

## اوایل زندگی
او در ۱۴ آوریل ۱۹۹۱ در هارلم در کشور هلند متولد شد، او فرزند اول خانواده‌اش است. پدرش مشغول به معاملات ملکی و مدرس دانشگاه بود و مادرش از شعبه‌داران برند گوچی در هلند بود. مادر ملیسا دارای تبار قطری است و پدرش اهل استان ازمیر ترکیه است. او دارای یک برادر کوچکتر به نام کان است که در ۱۹۹۳ متولد شده و در رشته دندانپزشکی تحصیل می‌کند. ملیسا در سن ۶ سالگی پیانو و در سن ۱۰ سالگی رقص عربی را آموزش دید. او از ابتدای نوجوانی خود در مسابقات کشوری دوندگی شرکت داشت و صاحب افتخارات و جوایز فراوانی از سوی این رشته ورزشی است. او مدرک تحصیلی خود را در رشته عکاسی در اسکاتلند دریافت کرد. مدتی بعد ملیسا به صورت غافلگیرکننده‌ای استعدادش را در هنر بازیگری یافت و بازیگری را به صورت تخصصی در کالج فرهنگی-نمایشی آمستردام آموخت.

## حرفه
او با فیلم چتر نجات پا به عرصه سینما گذاشت. پس از آن در فیلم سینمایی لیندا، هیلدا، بازماندگان عصر توت فرنگی در نقش هیلدا بازی کرد. او در این فیلم سینمایی پرفروش به شهرت فراوانی رسید. ملیسا در سریال بریتانیایی-هلندی سبک تابستانه نیز بازی کرد. او همچنین نقش کوتاهی را در فیلم پرفروش باهاما تا کره ماه ایفا کرد. او بازی در ترکیه را در سال ۲۰۱۲ در سریال شمیم عشق آغاز کرد. او در سریال‌های ترکیه‌ای کورت سعید و شورا و عشق بی‌پایان نیز بازی کرده‌است. ملیسا در جدیدترین مصاحبه اش گفت که اوقات فراغتش را با تمرین‌های ورزشی، عکاسی و آشپزی می‌گذراند و این فعالیت‌ها را به تمام دختران و زنان جوان پیشنهاد کرد. او گفت که شیفته آشپزی به ویژه آشپزی آسیای شرقی و جنوبی است.
ملیسا یک مدل تبلیغاتی مطرح است. دستمزد او در سال ۲۰۱۵ برای بازی در سری تبلیغات محصولات ورزشی نایک یک و نیم میلیون دلار بود.
او در سری تبلیغات لویی ویتون، شرکت آمازون، گوچی، لورئال، اسپرایت، شامپو پن تین، کریستین دیور اس. آ.، استارباکس ، محصولات آرایشی مک و کمپانی مرسدس بنز نیز حضور داشته‌است.
ملیسا در سال ۲۰۱۱ به عنوان دختر شایسته ترکیه معرفی شد.

## کارنامه هنری

### فیلم سینمایی
| سال  | نام فیلم                           | نقش   |
| ---- | ---------------------------------- | ----- |
| ۲۰۰۴ | Dat Zit Wel Snor (محصول کشور هلند) | هایال |
| ۲۰۱۱ | Köpek                              | گلگون |
| ۲۰۱۲ | G.D.O. KaraKedi                    | الماس |

### سریال
| سال       | نام سریال                     | نقش         | شبکه پخش کننده |
| --------- | ----------------------------- | ----------- | -------------- |
| ۲۰۱۲–۲۰۱۳ | شمیم عشق                      | سودا        | فاکس           |
| ۲۰۱۴      | سعید و شورا                   | عایشه       | استار تی وی    |
| ۲۰۱۴      | Her Sevda Bir Veda            | آزاده       | شو تی‌وی        |
| ۲۰۱۵–۲۰۱۴ | اولان استانبول                | زینب        | کانال د        |
| ۲۰۱۵–۲۰۱۷ | عشق بی‌پایان                   | آسو الاجهان | استار تی وی    |
| ۲۰۱۸      | تصادف                         | جمره گور    | شو تی‌وی        |
| ۲۰۲۰-     | زندگی جدید                    | یاسمین.     | کانال د        |
| ۲۰۲۳-     | به مرد جماعت نمیشه اعتماد کرد | سیبل        | فاکس           |